# Kazimierz Buchowski
Kazimierz Szymon Albin Buchowski (ur. 1 marca 1784 w Giełzowie, zm. 7 stycznia 1842 w Poznaniu) - żołnierz wojen napoleońskich, nauczyciel matematyki.

## Życiorys
Urodził się we wsi Giełzów niedaleko Opoczna dnia 1 marca 1784 w niezamożnej rodzinie. Szkoły kończył w Kielcach. Dzięki wsparciu brata będącego księdzem pobierał nauki w Wiedniu i Królewcu. W Magdeburgu podjął pracę w gimnazjum jako nauczyciel języka polskiego. Po utworzeniu Księstwa Warszawskiego wstąpił do wojska i służąc w artylerii awansował na stopień oficerski.
Odszedł z wojska i zajmował się nauczaniem prywatnym - ucząc synów ministra Łubieńskiego, a następnie dostał skierowanie do szkoły departamentowej w Sejnach, w 1812 otrzymał posadę nauczyciela w poznańskim gimnazjum św. Marii Magdaleny, gdzie uczył matematyki, fizyki i logiki.
Jest autorem podręcznika Początki wyższej analizy, czyli zasady rachunku różniczkowego i całkowego, z zastosowaniem do najważniejszych materyj z matematyki czystej Poznań, 1822.
Zmarł w Poznaniu dnia 7 stycznia 1842 i dwa dni później pochowany został na cmentarzu farnym w Poznaniu.